# Суперобкладинка

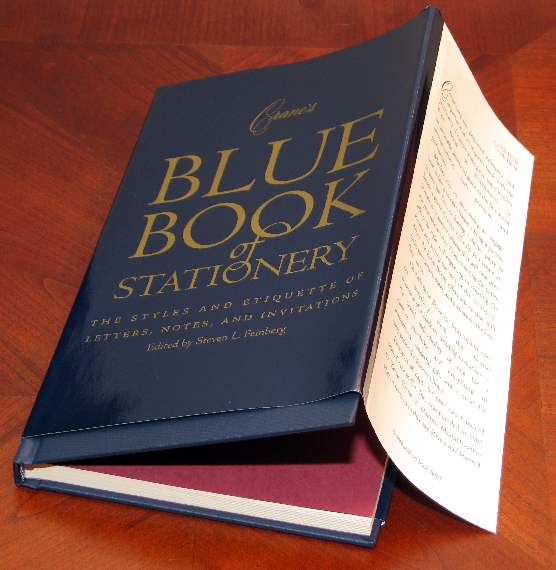
Частково розгорнута суперобкладинка

Суперобкладинка (від лат. super — укр. над) — паперова обкладинка, що надівається на палітурку або основну обкладинку. Для підвищення міцності часто покривається лаком чи синтетичною плівкою. Якщо книга в обкладинці, то суперобкладинка може бути приклеєна до корінця, щоб не зісковзувала. Використовується як елемент зовнішнього оформлення, оберігає від пошкоджень і забруднень основну обкладинку. На ній може розміщуватися анотація до видання, інформація про автора, реклама.

## Історія
Перші суперобкладинки з'явилися у першій половині XIX ст. Найдавніша з тих, що збереглись до нашого часу, датується 1830 роком і нагадує конверт. Такі обкладинки служили виключно для захисту палітурки від забруднень під час перевезення та продажу, виготовлялися з щільного паперу немаркого кольору і не запечатувалися. Оскільки на таких обкладинках найчастіше була відсутня будь-яка інформація про книгу, зберігати книжки у них було незручно, тому після купівлі власник книги їх зазвичай позбавлявся. Ті, хто хотів залишити додатковий захист, наклеювали на корінці етикетки з пояснювальним текстом (назва книжки, номер тому, прізвище автора).
Поступово, з розвитком технологій друкарства, суперобкладинки перетворились на популярний і майже обов'язковий структурний елемент зовнішнього оформлення книги. Оскільки на шкіряних палітурках ще не було можливості зображувати складні композиції, видавці робили книги привабливими для покупців за допомогою яскравих паперових обкладинок.

### Сучасність
Треба відзначити, що зараз можливості текстильної промисловості дозволяють робити на обкладинках візерунки довільної складності, тому суперобкладинки робляться і з тканини. Такі обкладинки приємніше використовувати та можна прати.